# Evoluzione territoriale di San Marino

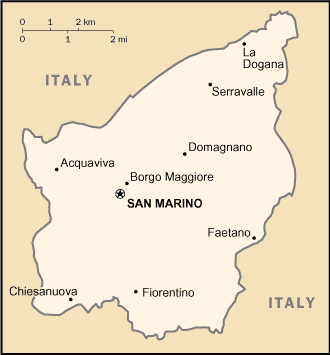
San Marino nei confini attuali, risalenti al 1463

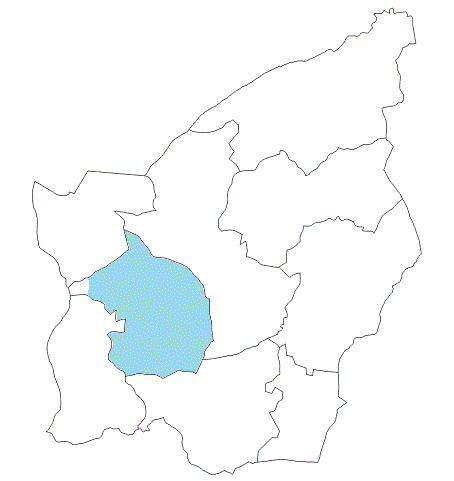
Estensione territoriale di San Marino dalle origini all'anno 1000 ca.

Nella cronologia dell'evoluzione territoriale di San Marino sono indicati tutti i cambiamenti territoriali di San Marino dalle origini a oggi.

## Età antica

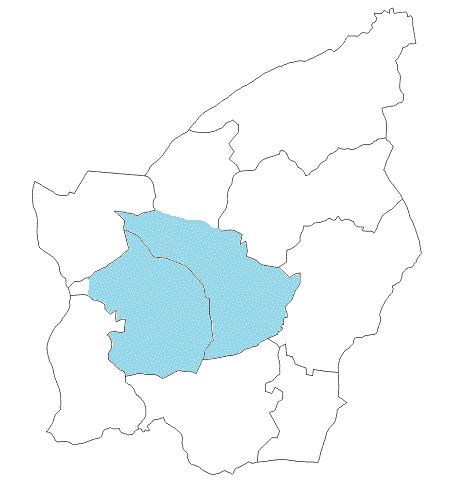
San Marino dopo la fondazione e l'annessione di Mercatale, odierno Borgo Maggiore, nell'XI secolo

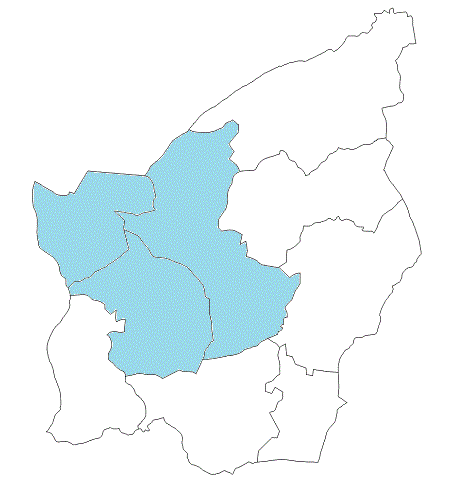
Estensione territoriale di San Marino dopo l'annessione del castello di Monte Cerreto, odierna Acquaviva, e di Ventoso

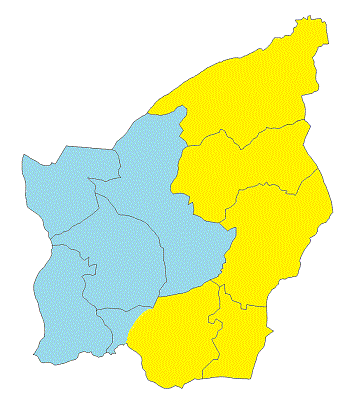
San Marino dopo l'annessione del castello di Busignano, odierna Chiesanuova, in azzurro e i territori occupati dai sammarinesi nel 1463

### 301
Leggendaria fondazione di Città di San Marino e quindi del nucleo della prima comunità, inizialmente

## Medioevo

### 885
Data della copia originale del placito Feretrano, primo documento che parla di una comunità autonoma sul monte Titano con possedimenti fondiari e un castello, anche se l'autenticità di questo documento è ancora dubbia.

### XI secolo
Fondazione di Mercatale, odierno Borgo Maggiore, da parte della comunità sammarinese per avere la possibilità di un mercato settimanale. Il territorio di San Marino si estende per la prima volta dalla sua fondazione.

### 1243
Il 19 dicembre 1243 Guido di Cerreto, figlio di Guidone Lambertizio, vende ai sammarinesi il privilegio di riscuotere tributi per i castelli di Cerreto, odierna Acquaviva, e di Ventoso.

### 1291
Papa Niccolò IV conferma l'indipendenza di San Marino con una bolla papale.

### 1320
Il 10 febbraio 1320 gli abitanti del castello di Busignano, odierna Chiesanuova, chiedono di essere aggregati volontariamente con tutti i diritti e i doveri a San Marino e la loro richiesta viene accettata.

### 1463
Dopo la guerra sammarinese dal 1460 al 1463, gli odierni castelli di Domagnano, Faetano, Fiorentino, Montegiardino e Serravalle vengono annessi allo stato sammarinese con i patti di Fossombrone del 27 giugno 1463. Lo stato assume così i confini attuali.